# Przetacznik błotny
Przetacznik błotny, przetacznik bagienny (Veronica scutellata L.) – gatunek rośliny należący do rodziny babkowatych (Plantaginaceae).

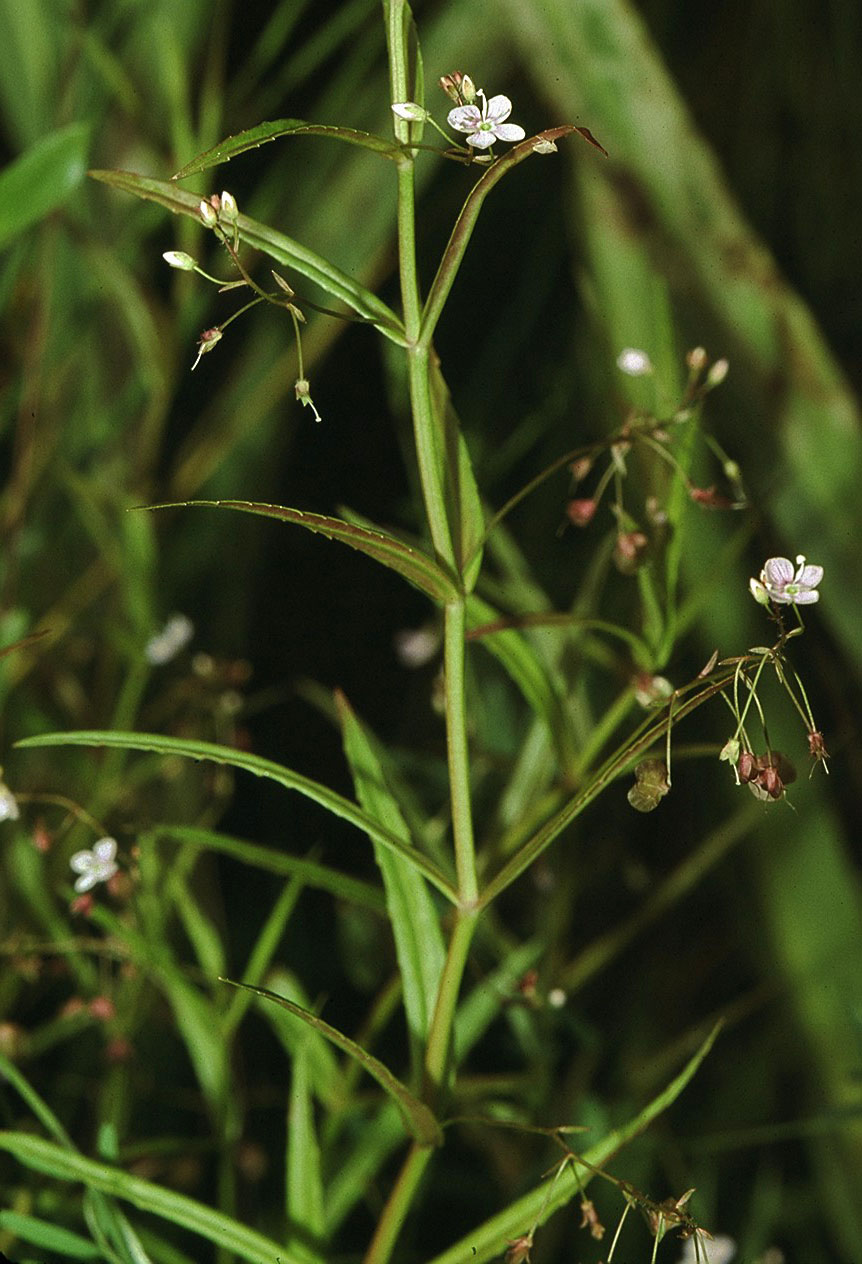
Górna część pędu

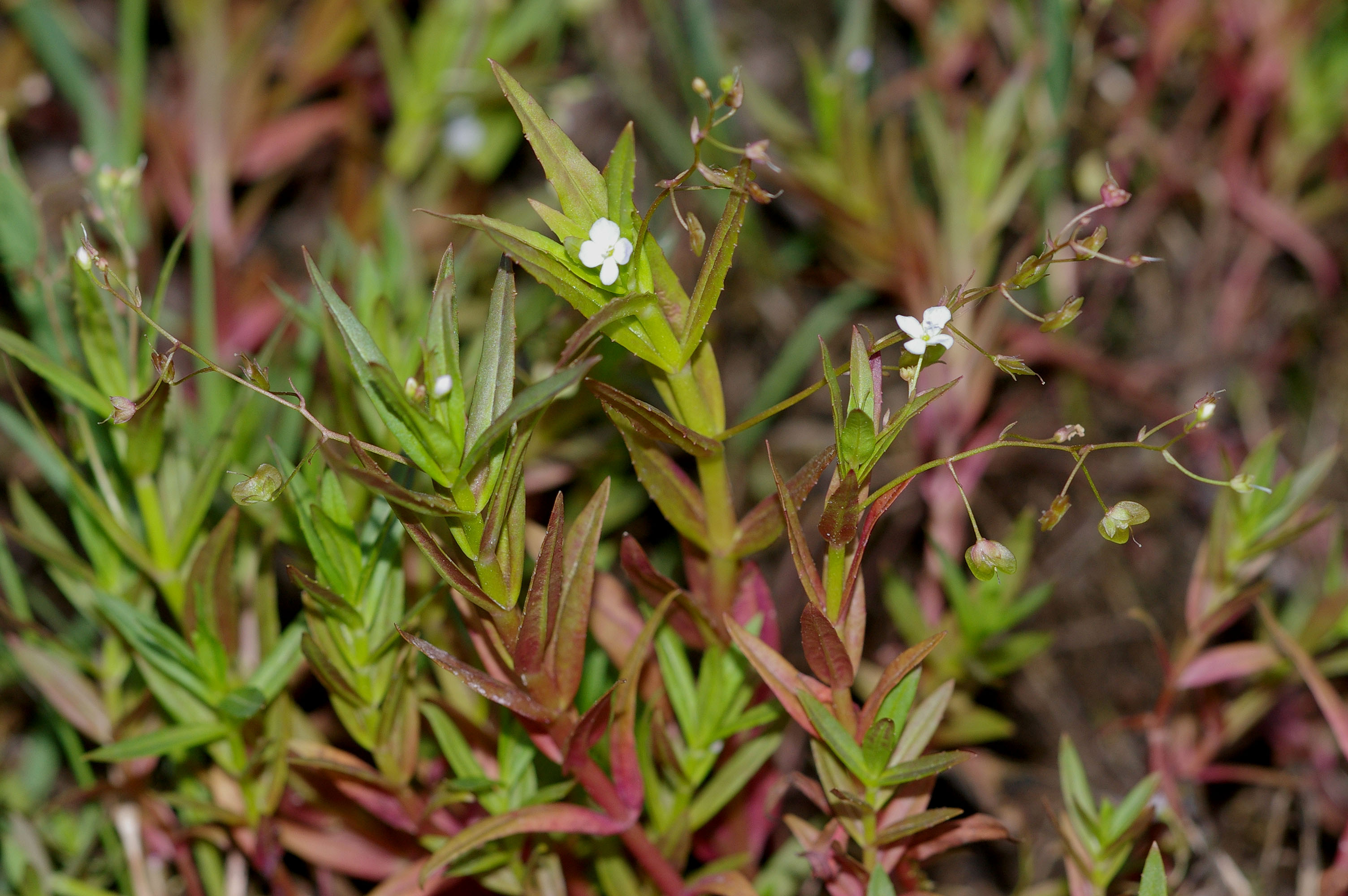
Kwiaty

## Morfologia
ŁodygaPodnosząca się lub wzniesiona, kanciasta i cienka, długości 10–50 cm.
LiścieRównowąskie lub lancetowate, drobno piłkowane o ząbkach skierowanych ku nasadzie blaszki, bądź całobrzegie i ostre, siedzące.
KwiatyW postaci luźnych gron wyrastający z kątów liści. Szypułki są kilkakrotnie dłuższe od przysadek. Korona biała lub różowawa, żyłkowana 5–6 mm.
OwocW postaci torebki, szerszej niż dłuższej i dłuższej od kielicha.

## Biologia i ekologia
RozwójBylina. Kwitnie od czerwca do sierpnia.
SiedliskoTorfowiska niskie, wilgotne łąki, brzegi wód, namuliska.
FitosocjologiaGatunek charakterystyczny dla kwaśnych młak niskoturzycowych z rzędu Caricetalia fuscae.